# 木暮武太夫 (1918年生の政治家)
木暮 武太夫（こぐれ ぶだゆう、旧名・欽一、1918年3月 - 1988年）は、日本の政治家、実業家。伊香保町（現・渋川市）議会議長、株式会社木暮旅館（ホテル木暮）代表取締役社長、伊香保ガス株式会社代表取締役社長、群馬県スケート連盟会長、26代目武太夫。

## 人物・経歴
1918年（大正7年）3月、先代木暮武太夫（元運輸大臣、国会議員、旧名：正一）の長男として群馬県に生まれる。木暮家は、群馬県伊香保町（現・渋川市）に続く旧家で、1576年（天保4年）創業の温泉宿「木暮旅館」を営む家柄である。
1940年（昭和15年）、立教大学経済学部を卒業し、大日本製糖に入社。
木暮家26代目当主として、代々続く「武太夫」を襲名し、木暮旅館（ホテル木暮）の社長を務めたほか、伊香保ガスの社長も歴任した。
政治家としても伊香保町（現・渋川市）議会議長を務めるなど、地元の発展に貢献した。
1955年（昭和30年）から1956年（昭和31年）には群馬県スケート連盟会長（第3代）を務めた。

## 家族・親族
- 祖父・秀家（24代目木暮武太夫、衆議院議員、伊香保電気軌道社長）
- 父・正一（25代目木暮武太夫、運輸大臣、衆議院議員、参議院議員、関東いすゞ自動車販売社長）
- 母・井田サエ（井田金七の妹）
- 妻・天田喜美子（天田壮の長女）
- 長男・木暮秀一（1948年生まれ）
- 二男・木暮昇（1950年生まれ）